# Avenida Pueyrredón
La avenida Pueyrredón es una importante avenida de la Ciudad de Buenos Aires, Argentina.
Recibe su nombre como homenaje a Juan Martín de Pueyrredón, militar y político argentino del siglo XIX, Director Supremo de las Provincias Unidas del Río de la Plata.

## Características
Es paralela a la Avenida Callao, situada siete cuadras al este, y a la Avenida 9 de Julio, situada a unas catorce cuadras.
Antiguamente, hasta el año 1902, se denominaba Centroamérica.
Tiene dirección nordeste-sudoeste desde la Avenida Presidente Figueroa Alcorta hasta llegar a la esquina de la calle Peña del barrio de Recoleta. Posteriormente la calle toma dirección hacia el sur, hasta su punto final en la intersección de la Avenida Rivadavia.
Tiene doble sentido de circulación, y la numeración asciende hacia el norte a medida que se aleja de Avenida Rivadavia. Esta avenida tuvo sentido de circulación Norte - Sur entre la calle Azcuénaga y la Avenida Rivadavia desde el 16 de febrero de 1981 al 27 de febrero de 2009. La reinstauración del doble sentido generó controversias.

### La línea H
Bajo la avenida Pueyrredón corre la línea H de subtes, con las estaciones Once (a la altura de Rivadavia), Corrientes (a la altura de la avenida homónima), Córdoba (a la altura de la avenida homónima), Santa Fe (a la altura de la avenida homónima) y Las Heras (a la altura de la avenida homónima). Se calculaba que la estación Plaza Francia, posteriormente renombrada como Facultad de Derecho, entraría en funcionamiento en 2009 pero las obras quedaron paralizadas en ese mismo año debido a falta de fondos. Finalmente se inauguró en mayo de 2018.

## Recorrido
Nace en el barrio de Balvanera, en el lugar donde la Avenida Rivadavia corta Avenida Jujuy, siendo esta última, extensión de Pueyrredón.

El área se conoce comúnmente como el Once, por la Estación Once, terminal del Ferrocarril Sarmiento. Es un centro de gran movimiento comercial y de pasajeros. 
En esta primera cuadra, se encuentra a un lado la Plaza de Miserere (también conocida como Plaza Once), y al otro una serie de construcciones unificadas por una recova con locales comerciales. Sobre la calle Bartolomé Mitre, lateral a la Estación Once, se encuentran dársenas donde se acceden a muchas líneas de colectivo.
La Escuela Municipal Presidente Mitre, en el cruce con la calle Sarmiento, fue objeto de una fuerte controversia en 1991, cuando el intendente Carlos Grosso decidió transformar el entonces Centro de Abastecimiento Municipal n.º 74, ubicado en su fachada, en 14 locales comerciales de alquiler. La crisis que generó este escándalo, recordado como la Escuela-Shopping en su gestión lo forzó a renunciar más tarde. En la esquina opuesta, un gran local comercial construido para la cadena de ropa C&A, que dejó Argentina en 2009, fue transformado en una gran feria que fue llamada Punto Once.
En la esquina noroeste del cruce con la Avenida Corrientes se alza desde 1908 un edificio residencial de estilo academicista, de planta baja y nueve pisos de altura, proyectado para la por los arquitectos Jacques Dunant y Gastón Mallet para la Caja Internacional Mutual de Pensiones.
Al cruzar Avenida Córdoba, ingresa al barrio de Recoleta, uno de los barrios porteños cuyo vecindario es de los de más alto poder adquisitivo de la ciudad. En la manzana al norte entre las calles Juncal y Beruti, se encuentra el Hospital Alemán. Al llegar a la calle Peña, la Avenida Pueyrredón se une con la calle Tomás de Anchorena y toma su dirección, hacia el nordeste. Ahí se encuentra el Sanatorio Anchorena.
Entre la calle Pacheco de Melo y la Avenida Las Heras está la Plaza Emilio Mitre. Luego, la avenida continua torciéndose hacia el nordeste, y del lado noroeste se encuentra el exclusivo barrio conocido como La Isla, loteado en una barranca que fue la antigua Quinta Hale, a comienzos del siglo XX. A la altura de la calle Ricardo Levene hay un acceso al centro comercial Buenos Aires Design, obra del arquitecto Clorindo Testa. 
Parte del actual tramo de la avenida Pueyrredón fue cauce (desde fines de siglo XIX soterrado) del Tercero del Norte o arroyo Manso.
Posee una entrada al Cementerio de la Recoleta, uno 
de los puntos turísticos de la ciudad. Allí se encuentran sepultados grandes personajes de la historia argentina, como el caso de Eva Duarte de Perón, Domingo Faustino Sarmiento Nicolás Avellaneda, entre otros.
En su último tramo se encuentra la Plaza Intendente Alvear, conocida como Plaza Francia, rodeada de grandes centros culturales como el Museo Nacional de Bellas Artes, el Centro Cultural Recoleta y la Biblioteca Nacional.
Finaliza en la Avenida Presidente Figueroa Alcorta, en cercanías de la Facultad de Derecho de la Universidad de Buenos Aires.

## Cruces y lugares de referencia
A continuación, se muestra un mapa esquemático de los principales cruces de esta avenida. También se indican estaciones de subte y tren, plazas y otros sitios de interés.
|  |  | RM |

|  | RMq | RMKRZ | RMCONTfq |

|  |  | RM | lNAT |

|  | CONTgq | RMKRZ | STRq |

|  |  | RM | ARCH |

|  | STRq | RMKRZ | CONTfq |

|  |  | RM |

|  | RMCONTgq | RMKRZ | RMq |

|  | STRq | RMKRZ | CONTfq |

|  | STRq | RMKRZ | CONTfq |

|  | RMq | RMKRZ | RMCONTfq |

|  |  | RM |

|  | CONTgq | RMKRZ | STRq |

|  | RMq | RMKRZ | RMq |

|  | CONTgq | RMKRZ | STRq |

|  | STRq | RMKRZ | CONTfq |

|  |  | RM | HOSPITAL |

|  | CONTgq | RMKRZ | STRq |

|  |  | RM |

|  |  | RM | HOSPITAL |

|  | STRq | RMKRZ | CONTfq |

|  |  | RM |

|  | CONTgq | RMKRZ | STRq |

| ARCH2 | lNAT | RM |  |

|  | RMq | RMKRZ | RMq |

|  |  | RM |

| ARCH2 |  | RM |  |

| STR+r | lNAT | RM | lNAT |

| ABZql | RMq | RMKRZ | RMq |

|  |  | STR | MUSEUM |

|  | STRq | ABZqr | CONTfq |

|  |  | lNAT | MUSEUM |

## Galería

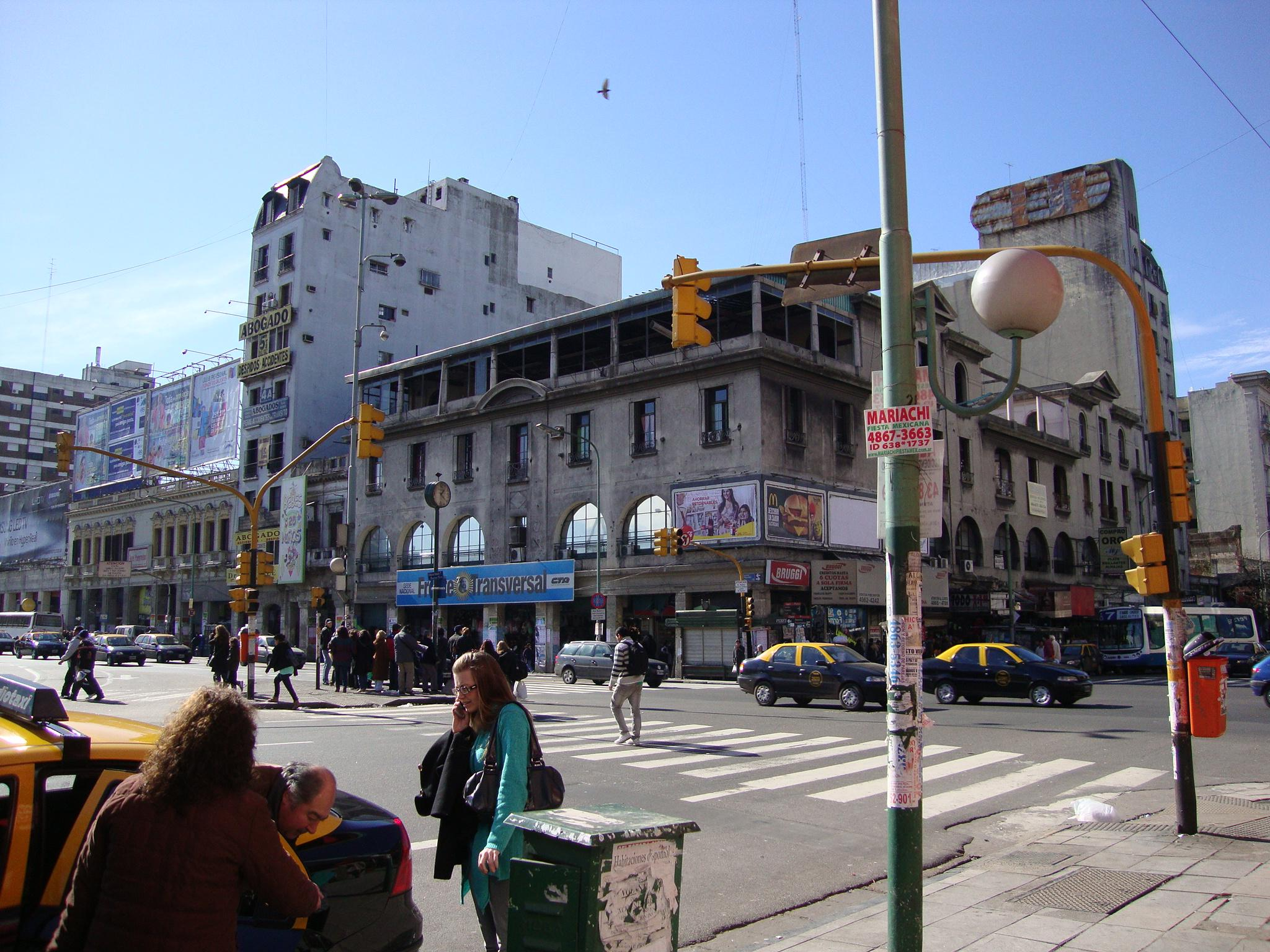
La Recova frente a Plaza Miserere
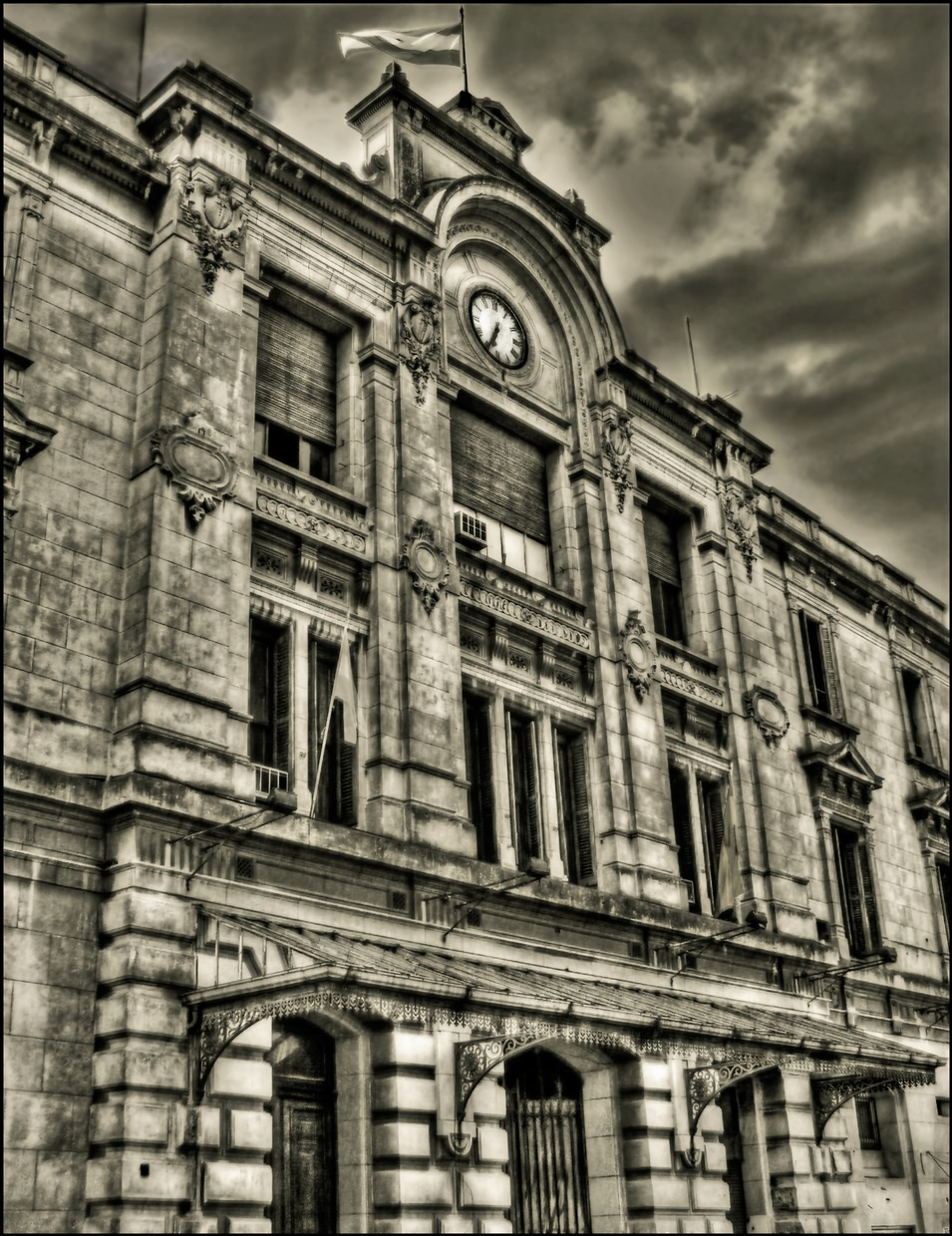
La Estación Once
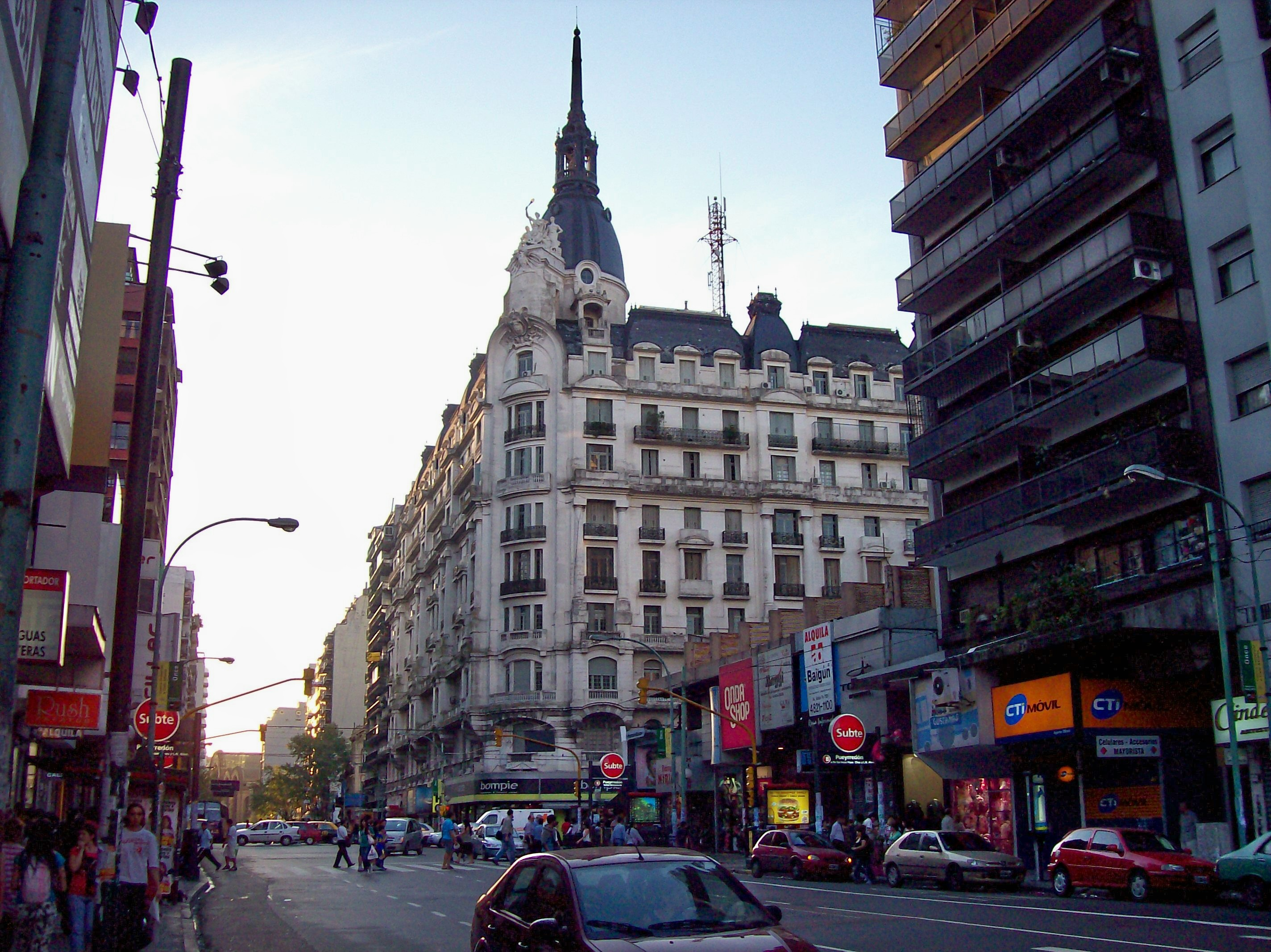
El edificio de la Caja Internacional Mutual de Pensiones